# Liste der Monuments historiques in Charmes (Haute-Marne)
Die Liste der Monuments historiques in Charmes führt die Monuments historiques in der französischen Gemeinde Charmes auf.

## Liste der Objekte
| Bezeichnung                                      | Beschreibung                                                                    | Standort                       | Kennzeichnung | Schutzstatus | Datum | Bild |
| ------------------------------------------------ | ------------------------------------------------------------------------------- | ------------------------------ | ------------- | ------------ | ----- | ---- |
| Ziborium                                         | Silber, Messing, versilbert, zwischen 1809 und 1819, von Jean-François Mézard   | in der Kirche St-Didier (Lage) | PM52001559    | Inscrit      | 1975  |      |
| Altarkreuz                                       | Kupfer, 18. Jahrhundert                                                         | in der Kirche St-Didier (Lage) | PM52001561    | Inscrit      | 1975  |      |
| Gemälde Madonna mit Jesuskind und Johannesknaben | Ölfarbe auf Leinwand, erste Hälfte des 17. Jahrhunderts                         | in der Kirche St-Didier (Lage) | PM52001556    | Inscrit      | 1975  |      |
| Prozessionskreuz                                 | Messing, versilbert, 19. Jahrhundert                                            | in der Kirche St-Didier (Lage) | PM52001557    | Inscrit      | 1975  |      |
| Kelch                                            | Silber, vergoldet, zwischen 1809 und 1819, von Jean-François Mézard             | in der Kirche St-Didier (Lage) | PM52001558    | Inscrit      | 1975  |      |
| Reliquienbüste Heiliger Desiderius               | Holz, farbig gefasst, 16. Jahrhundert                                           | in der Kirche St-Didier (Lage) | PM52001199    | Classé       | 1975  |      |
| Kanzel                                           | Holz, bezeichnet 1879                                                           | in der Kirche St-Didier (Lage) | PM52001632    | Inscrit      | 1975  |      |
| Reliquiar                                        | Metall, versilbert, zweites Viertel des 19. Jahrhunderts                        | in der Kirche St-Didier (Lage) | PM52001560    | Inscrit      | 1975  |      |
| Skulptur Heiliger Desiderius                     | Aufsatz eines Prozessionsstabs; Holz, versilbert und vergoldet, 19. Jahrhundert | in der Kirche St-Didier (Lage) | PM52001562    | Inscrit      | 1975  |      |
| Skulptur Madonna mit Kind                        | Holz, vergoldet, 18. Jahrhundert                                                | in der Kirche St-Didier (Lage) | PM52001563    | Inscrit      | 1975  |      |
| Gemälde Herz Jesu                                | Ölfarbe auf Leinwand, 18. Jahrhundert                                           | in der Kirche St-Didier (Lage) | PM52001564    | Inscrit      | 1975  |      |